# سیارک ۶۴۰۸
سیارک ۶۴۰۸ (به انگلیسی: 6408 Saijo، نامگذاری:1992UT5) شش هزار و چهارصد و هشتمین سیارک کشف شده‌است که در ۲۸ اکتبر ۱۹۹۲ کشف شد.
قدر مطلق سیارک برابر ۱۱٫۶۰ است.